# Zbůch (przystanek kolejowy)
Zbůch – przystanek kolejowy w Zbuchu, w kraju pilzneńskim, w Czechach. Położona jest na wysokości 350 m n.p.m.
Na przystanku nie ma możliwości zakupu biletów, a obsługa podróżnych odbywa się w pociągu. 

## Linie kolejowe
- 180 Plzeň - Domažlice - Furth im Wald